# Die Konsequenz
Die Konsequenz (tj. Následek) je německý hraný film z roku 1977, který režíroval Wolfgang Petersen. Film vychází ze stejnojmenného autobiografického románu švýcarského herce Alexandera Zieglera, který byl uvězněn za homosexualitu. Film byl při svém uvedení 8. listopadu 1977 na ARD bojkotován stanicí Bayerischer Rundfunk.

## Děj
Herec Martin Kurath je ve Švýcarsku odsouzen na 2,5 roku za sexuální styk s 15letým mladíkem. Ve vězení se seznámí se 16letým Thomasem Manzonim, synem jednoho z dozorců. Zamilují se do sebe a po Martinově propuštění začnou žít spolu. Nicméně Thomasův otec dosáhne umístění svého nezletilého syna do výchovného ústavu a přerušení kontaktu mezi nimi. Díky Martinově pomoci se mu podaří utéct a odjedou spolu do Německa za poslancem Krauthagenem, který slíbil zajistit Thomasovi povolení k pobytu. Ten však Thomase pouze zneužívá a tak je opět odloučen od Martina. Thomas se proto vrací zpět do Švýcarska do ústavu. Je propuštěn ve svých 21 letech. Když se oba opět potkají, Martin nachází Thomase psychicky zlomeného, plného deziluzí. Martin se pokusí o sebevraždu a je převezen na psychiatrickou kliniku. Z té však uprchne.

## Obsazení
| Jürgen Prochnow        | Martin Kurath               |
| Ernst Hannawald        | Thomas Manzoni              |
| Walo Lüönd             | Thomasův otec               |
| Edith Volkmann         | Thomasova matka             |
| Erwin Kohlund          | ředitel věznice Reichmuth   |
| Hans Irle              | vězeň Bloch                 |
| Erwin Parker           | vězeň Kunz                  |
| Alexander Ziegler      | vězeň Lemmi                 |
| Werner Schwuchow       | vychovatel Diethelm         |
| Hans-Michael Rehberg   | ředitel ústavu Rusterholz   |
| Elisabeth Fricker      | Babette                     |
| Hans Putz              | chovanec Enrico             |
| Alexis von Hagemeister | poslanec Clemens Krauthagen |
| Wolf Gaudlitz          | chovanec Schlumberger       |
| Thomas Haerin          | chovanec Benny              |

## Ocenění
- Cena Adolfa Grimma (Alexander Ziegler a Wolfgang Petersen)
- Cena německých kritiků